# Salda morio
Salda morio är en insektsart som beskrevs av Zetterstedt 1838. Salda morio ingår i släktet Salda, och familjen strandskinnbaggar. Enligt den finländska rödlistan är arten nära hotad i Finland. Arten är reproducerande i Sverige. Artens livsmiljö är myrar.